# Temporada 1979-1980 del FC Barcelona
Les dades més destacades de la temporada 1979-1980 del Futbol Club Barcelona són les següents:

## Plantilla
| Porters - Pedro María Artola - Vicenç Amigó - Jaume Huguet - Francesc Damià Llangostera | Defenses - Miguel Bernardo Migueli - Antoni Olmo - Rafael Zuviría - Adjutori Serrat - José Cano Canito - Enrique Álvarez Costas - José Antonio Ramos - José Joaquín Albaladejo - Manolo Martínez - Jesús Antonio de la Cruz | Centrecampistes - Jesús Landáburu - Juan Manuel Asensi - Josep Vicenç Sánchez - Julián Rubio - Joan Josep Estella - Esteban Vigo - Francisco Martínez - Isidre Tarrés | Davanters - Allan Simonsen - Francisco José Carrasco - Carles Rexach - Juan Carlos Heredia - Johann Krankl - Roberto Dinamita - Andrés Ramírez - Miquel Mir |

## Resultats
| PARTITS |
| --- |
| 16-8-1979 AMISTÓS BARCELONA-AMBERES 2-2 /4-2/ PENALS 18-8-1979 AMISTÓS BARCELONA-VASCO DE GAMA 0-0 /2-3/ PENALS 21-8-1979 TR. JOAO GAMPER BARCELONA-ZURICH 4-0 22-8-1979 TR. JOAO GAMPER BARCELONA-COLONIA 3-2 25-8-1979 AMISTÓS BARCELONA-FLAMENGO 1-2 26-8-1979 AMISTÓS CADIZ-BARCELONA 1-2 30-8-1979 AMISTÓS SEVILLA-BARCELONA 3-3 3-9-1979 AMISTÓS DUSSELDORF-BARCELONA 2-2 9-9-1979 LLIGA ZARAGOZA-BARCELONA 2-2 15-9-1979 LLIGA BARCELONA-BETIS 5-0 23-9-1979 LLIGA REAL MADRID-BARCELONA 3-2 26-9-1979 RECOPA AKRANESS-BARCELONA 0-1 30-9-1979 LLIGA BARCELONA-SALAMANCA 0-0 3-10-1979 RECOPA BARCELONA-AKRANESS 5-0 9-10-1979 AMISTÓS TARRAGONA-BARCELONA 1-1 14-10-1979 LLIGA REAL SOCIEDAD-BARCELONA 4-3 20-10-1979 LLIGA BARCELONA-HERCULES 2-0 24-10-1979 RECOPA ARIS BONNEVIE-BARCELONA 1-4 28-10-1979 LLIGA SPORTING-BARCELONA 4-1 3-11-1979 LLIGA BARCELONA-BURGOS 1-0 7-11-1979 RECOPA BARCELONA-ARIS BONNEVIE 7-1 11-11-1979 LLIGA MALAGA-BARCELONA 0-0 18-11-1979 LLIGA BARCELONA-SEVILLA 0-0 25-11-1979 LLIGA ATLETICO DE MADRID-BARCELONA 2-1 2-12-1979 LLIGA BARCELONA-LAS PALMAS 1-0 16-12-1979 LLIGA ATHLETIC DE BILBAO-BARCELONA 2-1 19-12-1979 AMISTÓS BARCELONA-ARGENTINOS JR 0-0 30-12-79 LLIGA BARCELONA-VALENCIA 2-1 6-1-1980 LLIGA RAYO VALLECANO-BARCELONA 0-0 13-1-1980 LLIGA ESPANYOL-BARCELONA 2-0 20-1-1980 LLIGA BARCELONA-ALMERIA 2-0 27-1-1980 LLIGA BARCELONA-ZARAGOZA 2-0 30-1-1980 SUPERCOPA D'EUROPA NOTTINGHAM-BARCELONA 1-0 3-2-1980 LLIGA BETIS-BARCELONA 2-1 5-2-1980 SUPERCOPA D'EUROPA BARCELONA-NOTTINGHAM 1-1 10-2-1980 LLIGA BARCELONA-REAL MADRID 0-2 17-2-1980 LLIGA SALAMANCA-BARCELONA 1-1 23-2-1980, LLIGA BARCELONA-REAL SOCIEDAD 0-0 26-2-1980, COPA DEL REI BARCELONA-REAL SOCIEDAD 2-1 2-3-1980 LLIGA HERCULES-BARCELONA 1-1 5-3-1980 RECOPA BARCELONA-VALENCIA 0-1 9-3-1980 LLIGA BARCELONA-SPORTING 0-0 12-3-1980 COPA DEL REI REAL SOCIEDAD-BARCELONA 3-0 16-3-1980 LLIGA BURGOS-BARCELONA 0-0 19-3-1980 RECOPA VALENCIA-BARCELONA 4-3 23-3-1980 LLIGA BARCELONA-MALAGA 3-0 25-3-1980 AMISTÓS TERRASSA-BARCELONA 0-0 30-3-1980 LLIGA SEVILLA-BARCELONA 3-1 6-4-1980 LLIGA BARCELONA-ATLETICO DE MADRID 1-0 12-4-1980 LLIGA LAS PALMAS-BARCELONA 0-1 16-4-1980 AMISTÓS BARCELONA-SABADELL 5-1 20-4-1980 LLIGA BARCELONA-ATHLETIC DE BILBAO 1-0 27-4-1980 LLIGA VALENCIA-BARCELONA 1-1 1-5-1980 AMISTÓS REUS DEPORTIVO-BARCELONA 2-4 4-5-1980 LLIGA BARCELONA-RAYO VALLECANO 2-1 7-5-1980 AMISTÓS OLOT-BARCELONA 1-3 11-5-1980 LLIGA BARCELONA-ESPANYOL 3-1 15-5-1980 AMISTÓS SANT ANDREU-BARCELONA 1-2 18-5-1980 LLIGA ALMERIA-BARCELONA 1-1 29-5-1980 AMISTÓS BADALONA-BARCELONA 1-1 7-6-1980 AMISTÓS BEVEREN-BARCELONA 2-3 10-6-1980 AMISTÓS SELECCION DE GALICIA-BARCELONA 3-2 |